# Східноєвропейська рівнина

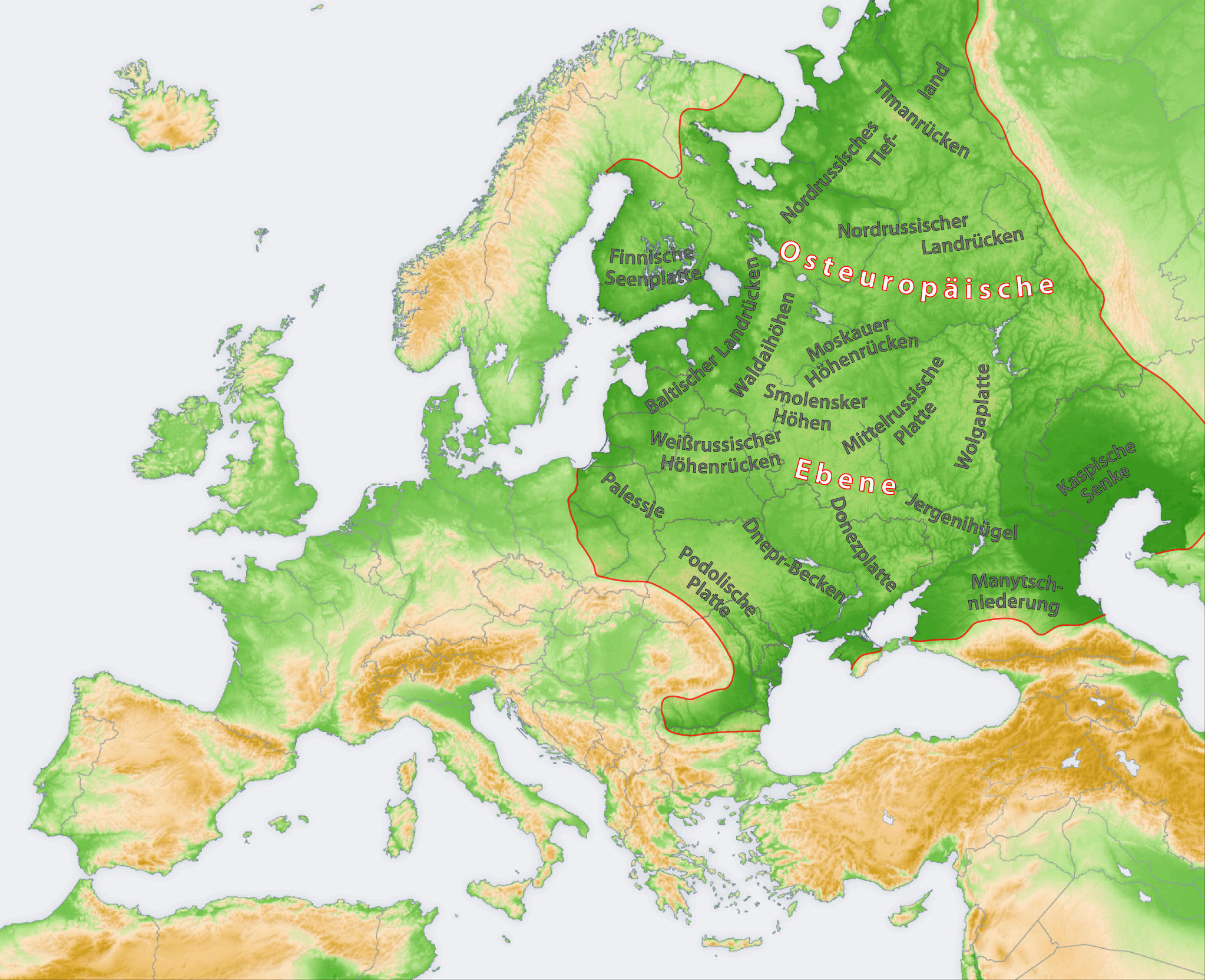
Локалізація Східноєвропейської рівнини на карті Європи

Східноєвропейська рівнина (Руська рівнина) — одна з найбільших рівнин земної кулі, розташована у більшій, східній частині Європи. На півночі омивається водами Білого та Баренцового, а на півдні — Чорного, Азовського і Каспійського морів. На північному заході обмежена Скандинавськими горами, на заході і південному заході — горами Центральної Європи (Судети тощо) та Карпатами, на південному сході — Кавказом, на сході — Уралом і Мугоджарами. У межах Кримського півострова межа рівнини проходить по північному підніжжю Кримських гір.
Геоструктурно Східноєвропейська рівнина переважно відповідає Східноєвропейській платформі. У її основі залягають сильно дислоковані кристалічні породи докембрію, які виходять на поверхню в межах Балтійського і Українського щитів. У решті значно більшої частини платформи кристалічні породи приховані під товщею пологозалягаючих осадових порід, що складають Східноєвропейську плиту. Південна частина рівнини (від Азовського до Каспійського моря) відповідає Скіфській плиті, де під чохлом платформних осадових утворень залягають породи сильно дислокованого герцинського фундаменту.
Східно-Європейська рівнина поділяється на дві нерівні частини: цокольно-денудаційну рівнину на Балтійському кристалічному щиті і Руську рівнину з ерозійно-денудаційним і акумулятивним рельєфом на Руській і Скіфській плитах. Цокольно-денудаційні низовини і височини на Балтійському щиті з заввишки до 300—600 м (Манселька, Суоменселька, Західно-Карельська тощо) включають ділянки масивних горбкуватостей і плоскогір'їв з висотами понад 1 000 м (масив Хібіни до 1 190 м). Рельєф щита виник в результаті тривалої континентальної денудації і препарування структурних форм, складених відносно міцними породами. Пряму дію на рельєф здійснили тектонічні рухи новітнього часу, особливо розломи, що обмежують масиви і западини, долини річок і улоговини численних озер. В антропогеновий час територія Балтійського щита була центром зледеніння, тому тут поширені молоді форми льодовикового рельєфу.
В межах Східноєвропейської рівнини потужний чохол платформних відкладень залягає майже горизонтально, формуючи акумулятивні і пластово-денудаційні низовини і височини, що переважно відповідають пониженням і підвищенням складчастої основи. Місцями складчастий фундамент виступає на поверхню, формуючи цокольно-денудаційні височини і кряжі (Придніпровська і Приазовська височини, Тіманський і Донецький кряжі).
Середня висота Східноєвропейської рівнини близько 170 м. Найменші висоти розташовані на узбережжі Каспійського моря, рівень якого на 27,6 м нижчий від рівня Світового океану. Височини підіймються до 300—350 м над рівнем моря (Подільська височина, до 471 м). Перевищення вододілів над долинами в середньому становлять 20—60 м.
Східноєвропейська рівнина поділяється на три морфологічні зони. У північній частині поширені пластово-денудаційні низовини і височини доантропогенового віку з накладеними на них формами рельєфу льодовикового і водно-льодовикового походження. Льодовиково-акумулятивні форми найвираженіші на північному заході, в області останнього (валдайського) заледеніння, де простягаються горбисті пасма і височини: Балтійська, Валдайська, Вепсовська, Белозерська, Коношсько-Няндомська. Це область Поозер'я з характерною для неї великою кількістю озер (Чудське, Псковське, Ільмень, Верхньоволзькі озера, Біле, Кубенське, Воже тощо).